# Kaiserslauterer Modell

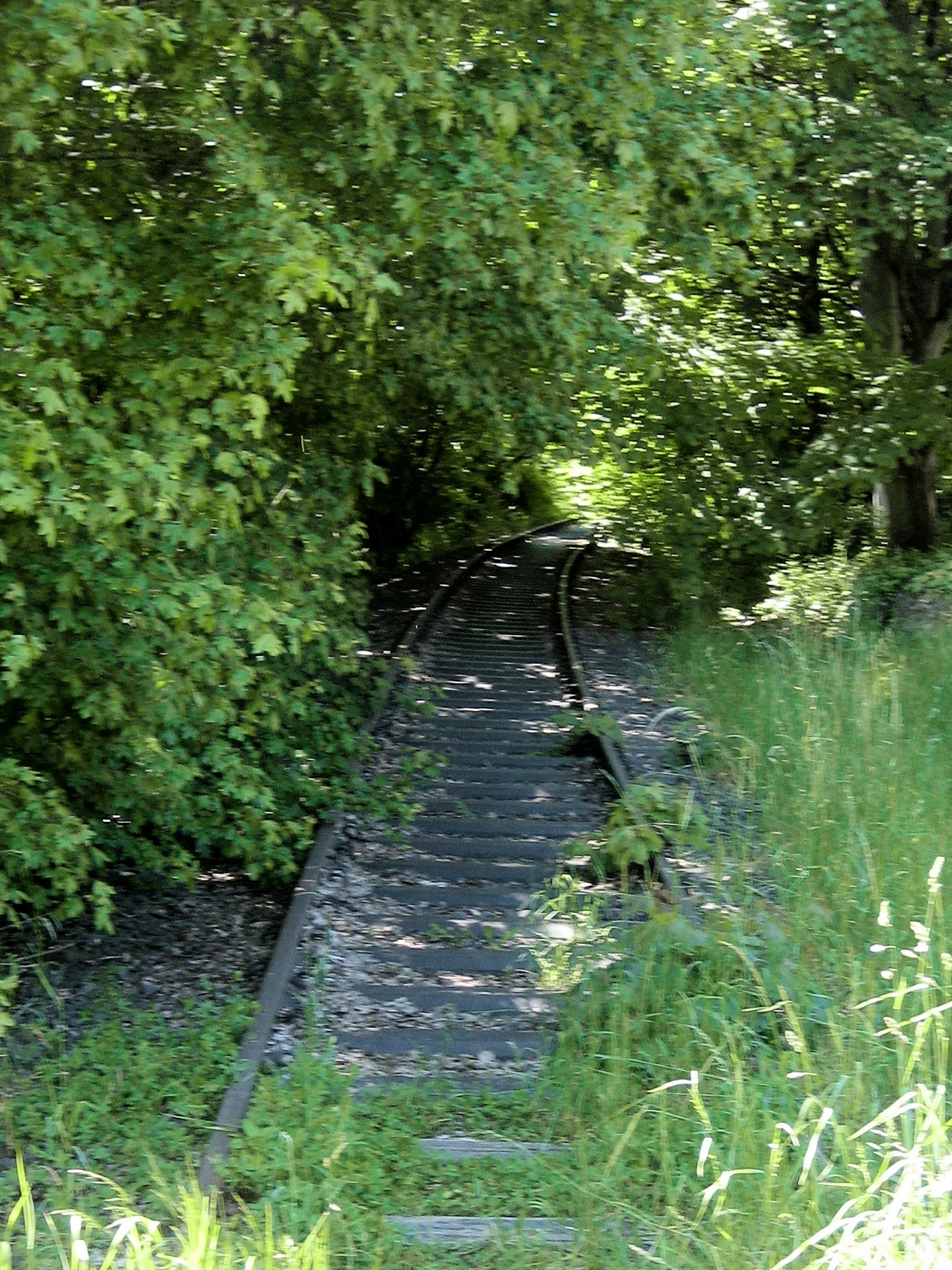
Bachbahn

Das Kaiserslauterer Modell ist ein nicht verwirklichtes Tram-Train-Projekt. Es ist eine Weiterentwicklung des Karlsruher Modells für die Stadt Kaiserslautern und ihr Umland, kombiniert dieses jedoch mit dem Zwickauer Modell.
Das Kaiserslauterer Modell ging jedoch nie über eine Planungsphase hinaus. Ziel des Modells war es, die Lautertalbahn über eine straßenbahnähnliche Innenstadtstrecke mit der Kaiserslauterer Innenstadt zu verbinden. Von Rathaus bzw. Hauptbahnhof sollten Regionalstadtbahnzüge über diese Innenstadtstrecke zur Lautertalbahn und über diese nach Lampertsmühle-Otterbach geführt werden. Ab Lampertsmühle-Otterbach sollten die Züge über die Bachbahn als Straßenbahnen nach EBO bzw. weiter nach Lauterecken als Regionalstadtbahnen verkehren. Zusätzlich sollte eine klassische Regionalbahnverbindung verkehren. Die Fahrzeuge sollten so weit modernisiert werden, dass der Systemwechsel automatisch ohne Einfluss des Fahrzeugführers erfolgt. Über den Nordbahnhof war auch ein Anschluss an die Bahnstrecke Kaiserslautern–Enkenbach geplant.
Teil des Projekts war auch die bessere Kombination von Bus und Bahn, insbesondere auf der Innenstadtstrecke, die von beiden Verkehrsmitteln zum Teil gemeinsam genutzt werden sollte, ohne eine komplette Asphaltierung durchführen zu müssen. Hierfür wurde das Konzept der Mannheimer Fahrzeugrolle herangezogen. Schließlich scheiterte das Projekt jedoch an den Kosten. Tatsächlich wäre ein solches System für die Region Kaiserslautern jedoch interessant, da es aufgrund der vielen Studenten hohe Pendlerverkehre gibt.